# Valerie French
Valerie French (Londres, 11 de marzo de 1928 – 3 de noviembre de 1990) fue una actriz teatral y cinematográfica de nacionalidad británica, cuya carrera se inició en la década de 1950.

## Biografía
Su verdadero nombre era Valerie Harrison, y nació en Londres, Inglaterra. French debutó en el cine con la película de 1954 Maddalena. Sus papeles más destacados de esa época tuvieron lugar en filmes de género western como Jubal (1956, con Glenn Ford), y Decision at Sundown, con Randolph Scott en 1957. Además, participó en la cinta de ciencia ficción The 27th Day (1957). 
Valerie French falleció en 1990, a causa de una leucemia, en la ciudad de Nueva York.

## Selección de su filmografía
- The Constant Husband (1955)
- The Garment Jungle (1957)
- The Four Skulls of Jonathan Drake (1959)
- Shalako (1968)